# Carnaúba dos Dantas
Carnaúba dos Dantas är en kommun i Brasilien.   Den ligger i delstaten Rio Grande do Norte, i den östra delen av landet, 1 600 km nordost om huvudstaden Brasília. Antalet invånare är 7 429.
Omgivningarna runt Carnaúba dos Dantas är huvudsakligen savann. Runt Carnaúba dos Dantas är det glesbefolkat, med 15 invånare per kvadratkilometer.